# Äldre svenska frälsesläkter
Äldre svenska frälsesläkter, vanligen förkortat ÄSF, är det moderna standardverket för genealogin kring svenska medeltida frälse-ätter. Under åren 1957–2013 gav Riddarhusdirektionen ut fem volymer, men därefter avbröts finansieringen av den fortsatta utgivningen. Redaktörer har varit Folke Wernstedt,  Pontus Möller, Hans Gillingstam, Lars-Olof Skoglund och Kaj Janzon. Över 100 (103) medeltida svenska ätter har utretts grundligt i verket. 2016 åtog sig Riddarhuset att fortsätta utge verket.

## Utredda ätter
De släkter som hittills utretts i verket är följande:

1. Algotssönernas ätt
2. Ama
3. And
4. Aspenäsätten
5. Bagge av Botorp
6. Bengt Bossons ätt
7. Bengt Hafridsson ätt
8. Bengt Mårtenssons ätt
9. Bergkvaraätten
10. Bese
11. Bidz
12. Björnlår
13. Björnram från Västergötland
14. Boberg
15. Bralstorp
16. Brunkow
17. Buth
18. Bylow
19. Båt av Billa
20. Djäkn, Jakob Abrahamssons ätt
21. Djäkn, Lydekasönernas ätt
22. Ekaätten
23. Elofssönernas ätt
24. Fargalt
25. Fincke, yngre ätten
26. Finstaätten
27. Bjälboättens lagmansgren
28. Bjälboättens oäkta gren
29. Bjälboättens Valdemarsgren
30. Frille
31. Frössviksätten
32. Fånöätten
33. Färla, Björn Näfs ätt
34. Färla, Karl Erikssons ätt
35. Färla, Martin Bengtssons ätt
36. Färla, Orestes Keldorssons ätt
37. Färla, Tyrgils Klemenssons ätt
38. Garp
39. Gera
40. Grevarna av Gleichen
41. Glysing
42. Gren
43. Grip
44. Gumsehuvud
45. Gylta
46. Gädda
47. Hallkvedsätten
48. Hammerstaätten
49. Håkan Tunessons ätt
50. Hällekisätten
51. Ille, Jeppe Perssons ätt
52. Ille, Sune Sunessons ätt
53. Ivar Nilssons ätt
54. Knut Abjörnssons ätt
55. Krumme
56. Kurck, äldre ätten
57. van Kyren
58. Lejonansikte, Bengt Nilssons ätt
59. Lejonansikte, Hemming Ödgislessons ätt
60. Lejonbalk
61. Lepasätten
62. Lidinvard Haraldssons ätt
63. Likvidssönernas ätt
64. Liljesparre
65. Lilliehöök af Gälared och Kolbäck
66. Läma
67. Magnus Marinasons ätt
68. Malstaätten
69. Peter Finvidssons ätt
70. Peter Ragnvaldssons ätt
71. Puke
72. Renhuvud
73. Rosenstråle
74. Rossviksätten
75. Rumbyätten
76. Rålamb
77. Rörik Birgerssons ätt
78. Snakenborg
79. Somme
80. Sparre av Aspnäs
81. Sparre av Ellinge
82. Sparre av Hjulsta och Ängsö
83. Sparre av Tofta
84. Sparre av Vik
85. Stallare
86. Stenbock, äldre ätten
87. Stjärnkors (Stiernkors)
88. Sture, sjöbladsätten
89. Svan
90. Svantepolk Knutssons ätt
91. Svarte Skåning
92. Svärd, äldre ätten
93. Tavast
94. Tott
95. Tre rosor
96. Tyrgils Knutssons ätt
97. Ulv
98. Ulvåsaätten
99. Vasa
100. Vinge
101. Vinstorpaätten
102. Ängaätten
103. Örnfot
104. Örnsparre

## Ej utredda ätter
1. Ekeblad av Hedåker
2. Engelbrektsätten
3. Hjärne
4. Horshagaätten
5. Krummedige
6. Königsmark
7. Körning
8. Lek Ofradssons ätt
9. Lindöätten
10. Otte Torbjörnssons ätt
11. Pik
12. Pipa
13. Röde
14. Slaweka
15. Stubbe
16. Sture
17. Styrbjörnssönernas ätt (Sandbroätten)
18. Vingätten
19. von Vitzen
20. Ängel
21. Öra